# جورج أدوميان
جورج أدوميان هو رياضياتي أرمني، ولد في 21 مارس 1922، وتوفي في 10 أغسطس 1996.